# Dalkey
Dalkey is een stad in het zuiden van het geürbaniseerde gebied van Dublin. De Ierse naam Deilginis betekent 'doorneiland'. Dit is de oorspronkelijke naam van een eiland voor de kust.
Het stadje begon zijn leven als nederzetting van de Vikingen en groeide door de gunstige ligging aan Dublin Bay in de middeleeuwen uit tot een belangrijke haven. De belangrijkste havenactiviteiten zijn verplaatst naar het nabijgelegen Dún Laoghaire.
Dalkey ligt aan de noordkant van Killiney Hill Park. In het verleden was hier een steengroeve gevestigd. De hierbij ontstane rechte rotswanden zijn in trek bij rotsklimmers.
Dalkey is vanuit het centrum van Dublin goed te bereiken met verschillende buslijnen en er is ook een DART-station.

## Geboren
- Hugh Leonard (1926-2009), toneelschrijver
- Maeve Binchy (1939-2012), schrijfster